# Imperialna enota
Imperiálne enôte oziroma anglosaški merski sistem je sistem merskih enot, ki se je uporabljal v Združenem kraljestvu in njegovih kolonijah ter v ZDA. V ZDA se sistem imenuje običajne mere ZDA (U.S. Customary Units). Danes so vse dežele sveta, razen ZDA, Liberije in Mjanmarja prešle na mednarodni sistem enot. V Združenem kraljestvu je prehod na mednarodni sistem enot (metrifikacija) večinoma že izvedena, dovoljena je uporaba še nekaterih Imperialnih enot, zlasti za dolžine (razdalje v miljah).
V ZDA je metrifikacija priporočena, ne pa ukazana, torej so stare enote še zakonite. Sistem mer v ZDA se razlikuje od imperialnega sistema zlasti pri enotah za prostornino.

## Trenutna uporaba imperialnih enot
Imperialne enote so danes široko uporabne predvsem v ZDA, drugje pa so večinoma nadomeščene z enotami mednarodnega sistema enot. Združeno kraljestvo je dokončno prešlo na metrični sistem leta 1995, čeprav so določene enote še vedno v uradni rabi: točeno pivo se še vedno prodaja v pintah, razdalje so v jardih in miljah.

## Merjenje dolžin
- 1 palec = 2,54 cm
- 1 čevelj = 12 palcev = 3,048 dm
- 1 jard = 3 čevlji = 9,144 dm
- 1 palica (enota) = 5½ jardov = 5,0292 m
- 1 veriga = 4 palice = 20,11 m
- 1 furlong = 10 verig = 201,1 m
- 1 milja = 8 furlongov = 1,609 km
- 1 league = 3 milje = 4,828 km

## Merjenje površin
- 1 akra = 1 furlong × 1 veriga = 160 kvadratnih palic = 1/640 kvadratne milje = 0,40468564224 hektara = 4046,8564224 m²

## Merjenje prostornine
- 1 tekočinska unča = 28,4130625 mL
- 1 gil = 5 tekočinskih unč = 142,0653125 mL
- 1 pint = 4 gile = 568,261 mL
- 1 quart = 2 pinte = 1,136522 L
- 1 galona = 4 quarts = 4,54609 L
- 1 peck = 2 galone = 9,09218 L
- 1 kenning = 2 pecks = 18,18436 L
- 1 bušel = 8 galon  = 36,368 72 L
- 1 firkin = 9 gallons = 40,914 81 L
- 1 kilderkin = 18 gallons = 81,829 62 L
- 1 sod (piva) 1 barrel = 36 galon = 163,659 24 L
- 1 hogshead (piva) = 54 galon = 245,488 86 L
- 1 quarter = 8 bushels = 290,949 76 L
- 1 hogshead = 2 bushels = 72 galon = 327,318 48 L
- 1 butt = 126 galon = 572,807 34 L
- 1 tun = 7 barrels = 252 galon = 1145,614 68 L
- 1 chaldron = 32 bushels = 256 gallons = 1163,799 04 L
- 1 last = 80 bushels = 640 galon = 2909,497 6 L
- 1 minim = 0,059 193 880 208 mL
- 1 fluid scruple = 20 minims = 1,183 877 604 1 mL
- 1 fluid dram or fluidram = 3 fluid scruples = 60 minims = 3,551 632 812 5 mL
- 1 fluid ounce = 8 fluid drachms = 28,413 062 5 mL
- 1 pint = 20 fluid ounces = 568,261 25 mL
- 1 gallon = 8 pints = 160 fluid ounces = 4,546 09 L
- 1 U.S. fluid ounce (≈ 1.041 British fluid ounces) = 29,573 529 562 5 mL
- 1 British fluid ounce (≈ 0.961 U.S. fluid ounce) = 28,413 062 5 mL
- 1 U.S. gallon (≈ 0.833 British Imperial gallon) = 3,785 411 784 L
- 1 British Imperial gallon (≈ 1.201 U.S. gallons) = 4,546 09 L

## Merjenje  teže in mase
- 1 grain = 64.798 91 mg
- 1 drachm = 1/16 ounce = 1,771 845 195 312 5 g
- 1 unča = 1/16 pound = 28,349 523 125 g
- 1 funt = 7000 grains = 453,592 37 g
- 1 stone = 14 pounds = 6,350 293 18 kg
- 1 quarter = 2 stones = 28 pounds = 12,700 586 36 kg
- 1 hundredweight = 4 quarters = 112 pounds = 50,802 345 44 kg
- 1 ton = 20 hundredweight = 2240 pounds = 1016,046 908 8 kg